# Hành chính Việt Nam thời Tây Sơn
Hành chính Việt Nam thời Tây Sơn ánh bộ máy cai trị từ trung ương tới địa phương của nhà Tây Sơn từ năm 1778 đến năm 1802, không chỉ giới hạn trong phạm vi lãnh thổ nhà Tây Sơn quản lý mà bao gồm một bộ phận phía nam do chúa Nguyễn Ánh quản lý.

## Chính quyền trung ương

### Biến động trong chính quyền
Từ giai đoạn nổi dậy khởi nghĩa năm 1771 tới năm 1786, thủ lĩnh tối cao của chính quyền Tây Sơn là Nguyễn Nhạc. Từ năm 1778, Nguyễn Nhạc chính thức xưng đế (Minh Đức hoàng đế), sử sách ghi nhận một số quan chức trong chính quyền nhưng chưa thành hệ thống.
Từ năm 1786, anh em Tây Sơn xảy ra xung đột và chia đất thành 3 vùng cai quản nhưng về cơ bản vẫn là một chính quyền Tây Sơn với hoàng đế Thái Đức: Nguyễn Nhạc cai quản từ Quảng Ngãi tới Bình Thuận, Nguyễn Lữ cai trị Nam Bộ, Nguyễn Huệ cai trị từ Quảng Nam ra Nghệ An.
Từ năm 1787 Nguyễn Lữ bỏ Gia Định đến năm 1788 chính quyền Tây Sơn mất hẳn Nam Bộ, sau đó chính quyền Nguyễn Nhạc cũng ngày một thu hẹp và suy yếu, chỉ còn là Tây Sơn vương. Người cầm quyền cao nhất của nhà Tây Sơn từ cuối năm 1788 là Quang Trung và kế tục là Quang Toản.

### Tổ chức bộ máy
Quan chế thời Tây Sơn cả văn quan và võ quan không có bộ chính sử nào ghi trọn vẹn, chỉ thấy rải rác trong các sách dã sử và tạp ký
Năm 1778, Nguyễn Nhạc xưng là Minh Đức Hoàng đế, đặt niên hiệu là Thái Đức. Đồng thời, ông cho đổi thành Đồ Bàn làm thành Hoàng Đế và đặt các chức Tổng đốc, Tư khấu, Hộ giá (Cận vệ, Hộ Vệ, Thị Vệ,...)...
Những ghi chép của các tài liệu còn lại về chính quyền Tây Sơn chủ yếu là chính quyền Quang Trung-Nguyễn Huệ.
Trung tâm chính quyền Quang Trung là Phú Xuân (Huế). Các sử gia căn cứ theo các tài liệu trao đổi đương thời giữa Nguyễn Huệ và Nguyễn Thiếp xác định rằng không phải sau trận Ngọc Hồi-Đống Đa mà ngay từ sau khi được phân quyền cai trị từ Quảng Nam trở ra bắc, Nguyễn Huệ đã hình thành bộ máy nhà nước với các Bộ: Bộ Binh, Bộ Hình, Bộ Hộ,... với các quan chức trong chính quyền.
Tiếp thu cơ cấu tổ chức chính quyền thời Lê trung hưng, trong hai năm 1787 và 1788, nhà Tây Sơn cho lập lại hệ thống Lục Bộ (bao gồm Lại Bộ, Lễ Bộ, Hộ Bộ, Binh Bộ, Hình Bộ, Công Bộ) và hệ thống Giám sát (chức Thị trung ngự sử được giao cho Phan Huy Ích và Nguyễn Gia Phan).
Sau khi đánh đuổi quân Thanh, hoàn toàn làm chủ vùng lãnh thổ từ Bắc Bộ tới Quảng Nam, Quang Trung trực tiếp tổ chức lại bộ máy chính quyền. Năm 1789, dựa trên Trung thư sảnh của chế độ Tam sảnh thời Trần và thời Lê sơ, nhà Tây Sơn đặt Trung thư phủ, do Trần Văn Kỷ làm Trung thư lệnh (tức quan Thượng thư).
Đặc biệt, nhà Tây Sơn đặt ra tổ chức Triều đường (Trung Thừa), gồm một số đại thần văn quan, võ tướng trọng yếu của triều đình. Triều đường được quyền thay mặt vua giải quyết những vấn đề quan trọng, ra một số văn bản chỉ định và được dùng dấu ấn lớn "Triều đường chi ấn". Mô hình này giống mô hình Đình thần thời Gia Long và Công đồng từ thời Minh Mệnh trở về sau.

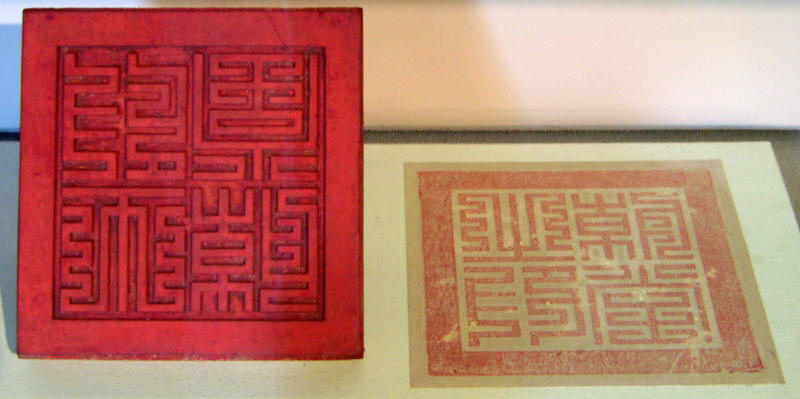
Triều đường chi ấn của nhà Tây Sơn

Dưới vua là hàng ngũ quần thần bá quan văn võ gồm có:
Nhất phẩm có: Tam công (Thái Sư, Thái Phó, Thái Bảo).
Nhị phẩm có: Tam thiếu (Thiếu Sư, Thiếu Bảo, Thiếu Phó), Đại chủng tể, Đại tư đồ, Đại tư mã, Đại tư không, Đại tư khấu, Đại tư hội, Đại tư lễ, Thái úy, Ngự úy, Đại tổng quản, Đại tổng lý, Đại đô hộ, Đại đô đốc. Trung thư sảnh, Trung thư lệnh, Phụng chính,...
Tam phẩm trở xuống có: Nội hầu, Hộ giá, Kiểm điểm, Chỉ huy sứ, Đô ty, Đô úy, Trung úy, Vệ úy, Quản quân, Tham đốc, Tham lĩnh, Thị trung, Đại học sĩ, Hiệp biện đại học sĩ, Thị trung ngự sử,...
Năm 1790, hệ thống Lục bộ được củng cố, triều đình được tổ chức thành 6 Bộ chuyên trách theo chức năng:
- Bộ Lại: Trông coi việc tuyển bổ, thăng thưởng và thăng quan tước;
- Bộ Lễ: Trông coi việc đặt và tiến hành các nghi lễ, tiệc yến, học hành thi cử, đúc ấn tín, cắt giữ người coi giữ đình, chùa, miếu mạo;
- Bộ Hộ: Trông coi công việc ruộng đất, tài chính, hộ khẩu, tô thuế kho tàng, thóc tiền và lương, bổng;
- Bộ Binh: Trông coi việc binh, đặt quan trấn thủ nơi biên cảnh và ứng phó các việc khẩn cấp;
- Bộ Hình: Trông coi việc thi hành pháp luật;
- Bộ Công: Trông coi việc xây dựng, quản đốc thợ thuyền.

Trong các Bộ ngoài Thượng thư đứng đầu còn có Tả đồng nghị, Hữu đồng nghị, Tả phụng nghị, Hữu phụng nghị, Thị lang, Tư vụ... Sau này, vua Cảnh Thịnh cho đặt thêm Đô sát viện do Đô sát thự Đô ngự sử đứng đầu.
Ngoài Lục Bộ, triều đình còn có các cơ quan như Viện Hàn lâm, Viện ngự sử, Viện thái y, Viện Sùng chính, Quốc sử quán...
Hàn lâm viện Trực học sĩ được thành lập, sử dụng nhiều văn quan cũ của nhà Lê trung hưng như Ngô Vi Quỹ, Đoàn Nguyễn Tuấn, Ninh Tốn, Nguyễn Thế Lịch... Đến năm 1792, Nguyễn Công, Nguyễn Thiện, Phan Tố Định, Bùi Dương Lịch được sung Hàn lâm viện Trực học sĩ. Các Phiên (tương đương với Bộ) do chúa Trịnh đặt ra cũng được phục hồi, do các quan văn đảm nhiệm.

## Chính quyền địa phương

### Thay đổi về lãnh thổ
Từ khi nổi dậy đến năm 1776, lãnh thổ Tây Sơn phía bắc đến Quảng Nam, phía nam đến Bình Thuận. Từ năm 1777 đến năm 1784 là giai đoạn giằng co vùng Nam Bộ với Nguyễn Ánh. Sau khi đánh bại liên quân Xiêm-Nguyễn, Tây Sơn làm chủ toàn bộ Nam Trung Bộ và Nam Bộ (phía bắc tới Quảng Nam).
Tình trạng đó kéo dài tới năm 1786. Giữa năm 1786, Tây Sơn tấn công ra bắc tiêu diệt chúa Trịnh, làm chủ toàn bộ quốc gia. Sau đó anh em Tây Sơn rút về Nam, giao lại Bắc Hà (tới Nghệ An) cho vua Lê.
Từ cuối năm 1787, Nguyễn Ánh từ Xiêm trở về lần lượt chiếm lại Nam Bộ. Trong khi Nguyễn Lữ thất thủ Gia Định thì cùng lúc, Nguyễn Huệ phát triển lên phía bắc. Tới cuối năm 1788 khi tướng Tây Sơn là Phạm Văn Tham để mất hoàn toàn Nam Bộ thì Nguyễn Huệ cũng hoàn thành việc làm chủ Bắc Bộ, sang đầu năm 1789 đánh đuổi quân Thanh và chấm dứt sự tồn tại của nhà Hậu Lê.
Trong khi Nguyễn Huệ lo ổn định Bắc Hà thì Nguyễn Ánh đánh ra Bình Thuận, Bình Khang, Diên Khánh. Nguyễn Nhạc bại trận, mất mấy thành này; tới năm 1791, Nguyễn Nhạc chỉ còn cai quản Quy Nhơn, Phú Yên và Quảng Ngãi, nghĩa là lãnh thổ Tây Sơn chỉ còn từ Phú Yên trở ra bắc.
Cục diện này không có biến động nhiều, dù chiến tranh vẫn tiếp diễn giữa hai bên, cho tới năm 1799 khi Nguyễn Ánh đánh ra chiếm được Quy Nhơn, mở đầu cho sự sụp đổ của nhà Tây Sơn vào năm 1802.

### Khái quát về các đơn vị hành chính địa phương
Cùng việc xây dựng Phượng Hoàng trung đô, Quang Trung đổi tên Thăng Long là Bắc Thành và chỉnh đốn lại các khu vực hành chính. Các đơn vị hành chính không dùng "lộ" như thời Lê-Trịnh mà dùng trấn (hay xứ).
Ngoài Bắc Thành tức kinh thành Thăng Long cũ của nhà Lê, Quang Trung chia vùng cai quản thành các xứ (trấn) như sau:
1. Xứ Đông (Hải Dương, Hải Phòng)
2. Xứ Bắc (Kinh Bắc)
3. Xứ Đoài (Sơn Tây)
4. Xứ Yên Quảng
5. Xứ Lạng (Lạng Sơn)
6. Xứ Thái (Thái Nguyên)
7. Xứ Tuyên (Tuyên Quang)
8. Xứ Hưng (Hưng Hóa)
9. Xứ Nghệ (Nghệ An và Hà Tĩnh)
10. Sơn Nam Thượng (Hà Đông và Hưng Yên)
11. Sơn Nam Hạ (Hà Nam, Nam Định và Thái Bình)
12. Thanh Hóa ngoại (Ninh Bình)
13. Thanh Hóa nội (Thanh Hóa).

Trừ Sơn Nam (trấn) và Thanh Hóa tách làm hai, các xứ khác đều đại thể giữ nguyên như thời Hậu Lê. Trước kia Phố Hiến là lỵ sở của Sơn Nam, tới thời Quang Trung thì Hạ Trấn đóng ở Vị Hoàng, cách dưới phố Hiến. 
12 trấn thuộc do Bắc Thành quản lý, trong đó các trấn Lạng Sơn, Cao Bằng, Tuyên Quang, Hưng Hóa, Thái Nguyên và Yên Quảng là ngoại trấn; các trấn Thanh Hóa ngoại, Sơn Nam Thượng, Sơn Nam Hạ, Kinh Bắc, Hải Dương và Phụng Thiên là nội trấn.
Mỗi xứ (trấn, phủ) chia làm nhiều huyện, mỗi huyện chia làm nhiều tổng, mỗi tổng chia làm nhiều xã, mỗi xã lại chia nhiều thôn.
Riêng Thành Thăng Long, gồm 1 phủ, 2 huyện, 18 phường
Đứng đầu các trấn gồm có Trấn thủ (quan võ) và Hiệp trấn (quan văn), có thêm tham trấn giúp việc.
Đứng đầu mỗi huyện là hai chức quan Phân tri và Phân suất, bên dưới có thêm Tả quản lý và Hữu quản lý giúp việc, chuyên trưng thu binh lương và xử lý kiện cáo. Tại các Tổng có các chức Chánh Tổng và Thôn trưởng phụ trách hành chính.

## Cơ Cấu Bộ Máy Chính Quyền Từ Trung Ương Đến Địa Phương
Thủ Phủ - Thành Thăng Long, gồm: 
1 Phủ,
2 Huyện,
18 Phường (Xã-Tổng),
Phố (Thôn-Lý)
1. Xứ (Trấn, Phủ), đứng đầu quan Võ có Trấn Thủ (quan Tứ phẩm), đứng đầu quan Văn có Hiệp Trấn (quan Tứ phẩm), bên dưới giúp việc có quan Tham Trấn (quan Ngũ phẩm).
2. Huyện, đứng đầu có Phân Tri (quan Thất phẩm) và Phân Suất (quan Thất phẩm), giúp việc có Tả Quản Lý và Hữu Quản Lý (quan Bát phẩm).
3. Tổng (Xã - Phường), đứng đầu có Chánh Tổng (quan Cửu phẩm).
4. Thôn (Làng - Lý), đứng đầu có Lý Trưởng tức Trưởng Thôn, chuyên phụ trách về hành chính, trưng thu thuế, lương thực,...

### Khu vực do Quang Trung Nguyễn Huệ quản lý

#### Kinh đô
Trung tâm chính quyền đóng ở Phú Xuân, song sau đó vì hoàn cảnh chiến tranh, Quang Trung phải lo đối phó cả hai phía bắc (nhà Thanh) và nam (Nguyễn Ánh), nên ông có ý định chọn Nghệ An làm nơi đóng đô vì đây là trung tâm giữa hai đường ra vào.
Từ trước khi lên ngôi hoàng đế, Quang Trung đã định dời đô ra Lam Thành, Yên Trường đều không thành. Tới khi lên ngôi, ông dự định thiên đô ra vùng đất thuộc Nghệ An, nằm giữa hai núi Quyết (Kỳ Lân) và Mèo (Phượng Hoàng), gọi là Phượng Hoàng Trung Đô. Ông đã tập trung nhiều thợ thuyền chuyên chở gỗ đá, gạch ngói để xây dựng thành tại đây. Phía trước thành có sông Lam chảy qua; thành được xây trên lầu Rồng 3 tầng cùng điện Thái Hòa và 2 dãy hành lang, xung quanh có các đồn, trên núi có kho lúa.
Thành xây dang dở thì Quang Trung qua đời, hành cung chưa kịp đổi tên thành cung điện. Vua nối nghiệp là Quang Toản vẫn tiếp tục ở lại Phú Xuân không xây Phượng Hoàng trung đô nữa. Những dấu vết còn lại ngày nay ở vị trí thành xây dở là dấu thành trong và nền nhà cao 3 bậc ở mặt bắc, thành nam chỉ dài 300 m, thành tây dài 450 m, nền nhà cao mặt bắc cũng chỉ chừng 20 m.

#### Sơn Nam Thượng
Trấn Sơn Nam Thượng gồm có các phủ:
- Phủ Thường Tín: gồm các huyện Thanh Trì (Thanh Trì, Hà Nội hiện nay), Thượng Phúc (Thường Tín, Hà Nội hiện nay), Phú Nguyên (tức huyện Phú Xuyên, Hà Nội hiện nay)
- Phủ Ứng Thiên, gồm có các huyện: Thanh Oai (tức huyện Thanh Oai, Hà Nội), Chương Đức (tức huyện Chương Mỹ, Hà Nội), Sơn Minh: tức huyện Ứng Hòa, Hà Tây cũ), Hoài An (phần nam huyện Ứng Hòa và một phần huyện Mỹ Đức, Hà Nội)
- Phủ Khoái Châu: gồm các huyện Đông Yên (nay là huyện Khoái Châu thuộc Hưng Yên), Kim Động (Kim Động hiện nay), Tiên Lữ (Tiên Lữ hiện nay), Thiên Thi (Ân Thi hiện nay), Phù Dung (Phù Cừ hiện nay)

#### Sơn Nam Hạ
Trấn Sơn Nam Hạ có trung tâm dời từ Phố Hiến sang Vị Hoàng, gồm có các phủ:
- Phủ Lý Nhân: tương đương tỉnh Hà Nam hiện nay; gồm các huyện: Nam Xang (huyện Lý Nhân, Hà Nam hiện nay), Kim Bảng (Kim Bảng hiện nay), Duy Tiên (Duy Tiên hiện nay), Thanh Liêm (Thanh Liêm hiện nay), Bình Lục (Bình Lục hiện nay)
- Phủ Thiên Trường (một phần Nam Định hiện nay): gồm các huyện Tây Chân (Nam Trực và Trực Ninh hiện nay), Giao Thủy (Giao Thủy và Xuân Trường hiện nay), Mỹ Lộc (Mỹ Lộc hiện nay), Thượng Nguyên (nam Mỹ Lộc hiện nay)
- Phủ Nghĩa Hưng (tức phủ Kiến Hưng thời Trần, một phần Nam Định hiện nay): gồm các huyện Đại An (Nghĩa Hưng hiện nay), Vọng Doanh (nam Ý Yên hiện nay), Thiên Bản (Vụ Bản hiện nay), Ý Yên (bắc Ý Yên hiện nay)
- Phủ Thái Bình (tỉnh Thái Bình hiện nay): gồm các huyện Thụy Anh (một phần Thái Thụy hiện nay), Phụ Dực (một phần Quỳnh Phụ hiện nay), Quỳnh Côi (một phần Quỳnh Phụ hiện nay), Đông Quan (một phần Đông Hưng hiện nay)
- Phủ Tân Hưng (Long Hưng thời Trần, phía tây bắc Thái Bình hiện nay): gồm các huyện: Ngự Thiên (một phần Hưng Hà hiện nay), Duyên Hà (một phần Hưng Hà hiện nay), Thần Khê (một phần Đông Hưng hiện nay), Thanh Lan (một phần Thái Thụy hiện nay)
- Phủ Kiến Xương (nam Thái Bình hiện nay) gồm các huyện: Thư Trì (một phần Vũ Thư hiện nay), Vũ Tiên (một phần Vũ Thư hiện nay), Chân Định (Kiến Xương hiện nay)

#### Kinh Bắc
Gồm có các phủ:
- Phủ Từ Sơn gồm các huyện Đông Ngàn (thành phố Từ Sơn tỉnh Bắc Ninh và huyện Kim Anh của tỉnh Phúc Yên cũ, tức là một phần huyện Sóc Sơn, Hà Nội hiện nay), Yên Phong (Yên Phong hiện nay), Tiên Du (Tiên Du hiện nay), Võ Giàng (một phần thành phố Bắc Ninh và thị xã Quế Võ hiện nay), Quế Dương (thị xã Quế Võ hiện nay)
- Phủ Thuận An gồm các huyện: Gia Lâm (Gia Lâm và quận Long Biên hiện nay), Siêu Loại (thị xã Thuận Thành hiện nay), Văn Giang (Văn Giang hiện nay), Gia Định (Gia Bình hiện nay)
- Phủ Bắc Hà gồm các huyện: Tân Phúc (Đa Phúc cũ, một phần Sóc Sơn hiện nay), Kim Hoa (một phần Sóc Sơn hiện nay), Hiệp Hòa (Hiệp Hòa hiện nay), Yên Việt (Việt Yên hiện nay)
- Phủ Lạng Giang gồm các huyện Phượng Nhãn (một phần Yên Dũng hiện nay), Hữu Lũng (Hữu Lũng hiện nay), Bảo Lộc (Lạng Giang hiện nay), Yên Thế (Yên Thế và Tân Yên hiện nay), Lục Ngạn (Lục Ngạn và Lục Nam hiện nay)

#### Sơn Tây
Gồm các phủ:
- Phủ Quốc Oai gồm các huyện: Từ Liêm (Từ Liêm hiện nay), Thạch Thất (Thạch Thất hiện nay), Đan Phượng (Đan Phượng hiện nay), Mỹ Lương (Mỹ Đức, Hà Nội và Lương Sơn, Hòa Bình hiện nay), Phúc Lộc (Phúc Thọ hiện nay)
- Phủ Tam Đái gồm có các huyện: Yên Lãng (Yên Lãng hiện nay), Yên Lạc (Yên Lạc hiện nay), Bạch Hạc (Vĩnh Tường hiện nay), Lập Thạch (Lập Thạch hiện nay), Phù Ninh (Phù Ninh hiện nay)
- Phủ Thao Giang gồm các huyện Sơn Vi (Lâm Thao hiện nay), Thanh Ba (Thanh Ba hiện nay), Hoa Khê (Cẩm Khê hiện nay), Hạ Hòa (Hạ Hòa hiện nay), Tam Nông (Tam Nông hiện nay).
- Phủ Đoan Hùng gồm các huyện Đông Quan (tương đương khu vực ngã ba sông Lô và sông Chảy hiện nay), Tây Quan (hữu ngạn sông Lô cạnh Phù Ninh hiện nay), Sơn Dương (Sơn Dương thuộc Tuyên Quang hiện nay), Đương Đạo (đông bắc Sơn Dương hiện nay), Tam Dương (Tam Dương, Vĩnh Phúc hiện nay)
- Phủ Quảng Oai gồm các huyện Minh Nghĩa (tức thị xã Sơn Tây và một phần Ba Vì hiện nay), Tân Phong (một phần Ba Vì hiện nay)

#### Hải Phòng
Gồm các phủ:
- Phủ Thượng Hồng gồm các huyện: Đường Hào (Mỹ Hào hiện nay), Đường Yên (Bình Giang hiện nay), Cẩm Giàng (Cẩm Giàng hiện nay), Thanh Miện (Thanh Miện hiện nay), Tứ Kỳ (Tứ Kỳ hiện nay), Vĩnh Lại (Vĩnh Bảo thuộc Hải Phòng hiện nay)
- Phủ Nam Sách gồm các huyện: Thanh Lâm (Nam Sách hiện nay), Chí Linh (Chí Linh hiện nay), Thanh Hà (Thanh Hà hiện nay), Tiên Minh (Tiên Lãng thuộc Hải Phòng hiện nay)
- Phủ Kinh Môn gồm các huyện: Giáp Sơn (Kinh Môn hiện nay), Đông Triều (Đông Triều hiện nay), An Lão (An Lão hiện nay), Nghi Dương (Kiến Thụy hiện nay), Kim Thành (Kim Thành hiện nay), Thủy Đường (Thủy Nguyên hiện nay), An Dương (An Dương hiện nay)

#### An Quảng
Gồm có 1 phủ:
- Phủ Hải Đông gồm các huyện: Hoành Bồ (Hoành Bồ hiện nay), Yên Hưng (Yên Hưng hiện nay), Hoa Phong (Cát Hải hiện nay) và các châu: Tiên Yên (huyện Tiên Yên hiện nay), Vạn Ninh (Móng Cái hiện nay), Vĩnh An (thuộc Quảng Tây, Trung Quốc hiện nay), Vân Đồn (cù lao Lợn Lòi phía đông vịnh Bái Tử Long)

#### Lạng Sơn
Gồm 1 phủ:
- Phủ Trùng Khánh (tỉnh Lạng Sơn hiện nay) gồm các châu: Thất Nguyên (huyện Tràng Định hiện nay), Văn Uyên (huyện Văn Lãng hiện nay), Văn Lan (một phần Chi Lăng và Văn Quan hiện nay), Ôn (một phần Chi Lăng hiện nay), Lộc Bình (Lộc Bình và Cao Lộc hiện nay), An Bác (Sơn Đông, Bắc Giang hiện nay).

#### Thái Nguyên
Gồm các phủ:
- Phủ Phú Bình gồm các huyện Phổ Yên (Phổ Yên hiện nay), Đại Từ (Đại Từ hiện nay), Tư Nông (Phú Bình hiện nay), Bình Nguyên (Bình Xuyên, Vĩnh Phúc hiện nay), Đồng Hỷ (Đồng Hỷ hiện nay),Văn Lãng (Văn Lãng, Lạng Sơn hiện nay), Võ Nhai (Võ Nhai hiện nay) và châu Định Hóa (Định Hóa hiện nay)
- Phủ Thông Hóa (tỉnh Bắc Kạn hiện nay) gồm huyện Cảm Hóa (Ngân Sơn và Na Rì hiện nay) và châu Bạch Thông (Bạch Thông, Chợ Đồn và Chợ Mới hiện nay)

#### Cao Bằng
Tương đương tỉnh Cao Bằng hiện nay, gồm các châu: Thạch Lâm (Hòa An, Nguyên Bình và Thạch An hiện nay), Quảng Uyên (Quảng Uyên và Phục Hòa hiện nay), Thượng Lang (Trà Lĩnh và Trùng Khánh hiện nay), Hạ Lang (Hạ Lang hiện nay)

#### Tuyên Quang
Gồm có 1 phủ:
- Phủ Yên Bình gồm huyện Phúc Yên (Yên Sơn và Hàm Yên hiện nay), và các châu: Vị Xuyên (Vị Xuyên và Hoàng Su Phì thuộc Hà Giang hiện nay), Thu Vật (Yên Bình thuộc Yên Bái hiện nay), Đại Man (Chiêm Hóa hiện nay), Bảo Lạc (Bảo Lạc thuộc Cao Bằng hiện nay)

#### Hưng Hóa
Gồm các phủ:
- Phủ Gia Hưng gồm các huyện: Thanh Nguyên (Thanh Sơn và Thanh Thủy thuộc Phú Thọ hiện nay), Phù Hoa (Phù Yên thuộc Sơn La hiện nay), Mai Châu (nam Mai Châu thuộc Hòa Bình hiện nay), Mộc Châu (phần còn lại của Mai Châu thuộc Hòa Bình và Mộc Châu thuộc Sơn La hiện nay), Việt Châu (Yên Châu hiện nay), Thuận Châu (Thuận Châu hiện nay).
- Phủ Quy Hóa gồm các huyện: Văn Chấn (Văn Chấn thuộc Yên Bái hiện nay), Yên Lập (Yên Lập thuộc Phú Thọ hiện nay), Trấn Yên (Trấn Yên thuộc Yên Bái hiện nay), Văn Bàn (Văn Bản thuộc Lào Cai hiện nay), Thủy Vĩ (thành phố Lào Cai hiện nay)
- Phủ An Tây gồm các châu: Chiêu Tấn (Bình Lư và Phong Thổ hiện nay), Quỳnh Nhai (Quỳnh Nhai thuộc Sơn La hiện nay), Lai (thị xã Lai Châu và huyện Mường Tè hiện nay), Luân (giữa Quỳnh Nhai và Tuần Giáo hiện nay)

#### Thanh Hóa Ngoại
Gồm các phủ:
- Phủ Trường Yên (đông Ninh Bình hiện nay) gồm các huyện: Gia Viễn (Gia Viễn hiện nay), Yên Mô (Yên Mô hiện nay), Yên Khang (Yên Khánh hiện nay)
- Phủ Thiên Quan (tây Ninh Bình hiện nay) gồm các huyện Phụng Hóa (Nho Quan hiện nay), Yên Hóa (tây Gia Viễn hiện nay), Lạc Thổ (huyện Lạc Sơn tỉnh Hòa Bình hiện nay)

#### Thanh Hóa Nội
Gồm các phủ:
- Phủ Thiệu Thiên (Thiệu Hóa) gồm các huyện Thụy Nguyên (các huyện Thiệu Hóa và Ngọc Lặc), Vĩnh Ninh (huyện Vĩnh Lộc), Đông Sơn, Lôi Dương (huyện Thọ Xuân và một phần huyện Thường Xuân), Yên Định, Cẩm Thủy, Thạch Thành, Bình Giang (tây bắc huyện Thạch Thành).
- Phủ Hà Trung có các huyện: Hoằng Hóa, Thuần Hựu (huyện Hậu Lộc), Tống Sơn (huyện Hà Trung).
- Phủ Tĩnh Gia có các huyện: Nông Cống (các huyện Nông Cống, Triệu Sơn và Như Xuân), Ngọc Sơn (thị xã Nghi Sơn), Quảng Xương.
- Phủ Thanh Đô có huyện Thọ Xuân (huyện Thường Xuân, khác với huyện Thọ Xuân thuộc phủ Thiệu Thiên[19]) và các châu: Quan Gia (gần biên giới Lào hiện nay), Tầm (tây bắc huyện Quan Hóa), Lang Chánh, Sầm (Sầm Nưa thuộc Lào hiện nay[20]).

#### Nghệ An
Tương đương tỉnh Nghệ An và Hà Tĩnh hiện nay, gồm các phủ:
- Phủ Diễn Châu gồm các huyện Đông Thành (Diễn Châu và Yên Thành hiện nay), Quỳnh Lưu (Quỳnh Lưu và một phần Nghĩa Đàn hiện nay)
- Phủ Anh Đô gồm các huyện: Hưng Nguyên (Hưng Nguyên hiện nay), Nam Đường (Anh Sơn và Nam Đàn hiện nay)
- Phủ Đức Quang gồm các huyện Thiên Lộc (Can Lộc hiện nay), Chân Phúc (Nghi Lộc hiện nay), Thanh Chương (Thanh Chương hiện nay), Hương Sơn (Hương Sơn và Hương Khê hiện nay), Nghi Xuân (Nghi Xuân hiện nay).
- Phủ Hà Hoa gồm các huyện Thạch Hà (Thạch Hà hiện nay), Kỳ Hoa (Kỳ Anh và Cẩm Xuyên hiện nay).
- Phủ Quỳ Châu (huyện Quỳ Châu hiện nay), gồm các huyện Thúy Vân và Trung Sơn
- Phủ Trà Lân gồm 4 huyện Tương Dương (Tương Dương hiện nay), Kỳ Sơn (Kỳ Sơn hiện nay), Vĩnh Khang (một phần Tương Dương hiện nay), Hội Nguyên (tả ngạn sông Lam từ Thanh Chương đến cửa Rào)
- Phủ Ngọc Ma gồm có châu Trịnh Cao (châu gồm 12 động) thuộc Lào hiện nay
- Phủ Lâm An chỉ có 1 châu Quỳ Hợp gồm 12 động và 11 sách, vốn là đất Bồn Man nay khoảng huyện Hương Khê Hà Tĩnh và huyện Nakai Khăm Muộn Lào, đầu nguồn của sông Ngàn Sâu[22]
- Phủ Trấn Biên: thuộc đất Lào hiện nay
- Phủ Trấn Ninh: gồm 7 huyện: Quang Vinh, Minh Quảng, Cảnh Thuần, Kim Sơn Thanh Vị, Châu Lang, Trung Thuận, đều thuộc Lào hiện nay.

#### Thuận Hóa
Gồm có kinh thành Phú Xuân và các phủ:
- Phủ Quảng Bình: gồm các huyện Kiến Lộc (Quảng Ninh tỉnh Quảng Bình hiện nay), Lệ Thủy (Lệ Thủy hiện nay), Minh Linh (Vĩnh Linh và Do Linh thuộc Quảng Trị hiện nay)
- Phủ Triệu Phong gồm các huyện Đăng Xương (Triệu Phong hiện nay), Hải Lăng (Hải Lăng hiện nay), Quảng Điền (Quảng Điền và một phần Phong Điền hiện nay), Hương Trà (Hương Trà và một phần Phong Điền hiện nay), Phú Vang (Hương Thủy và Phú Lộc hiện nay)
- Châu Thuận Chính (Bắc Bố Chính và Nam Bố Chính thời Trịnh-Nguyễn phân tranh được hợp lại, tương đương tỉnh Quảng Bình hiện nay)
- Châu Tỉnh An thuộc Lào hiện nay

#### Quảng Nam
Gồm các phủ:
- Điện Bàn gồm các huyện Diên Phúc (Điện Bàn hiện nay), Hòa Vang (Hòa Vang hiện nay), Tân Phúc, An Nông, Phú Xuyên (đều thuộc tỉnh Quảng Nam)
- Thăng Hoa gồm các huyện Lễ Dương (Thăng Bình hiện nay), Hà Đông (Tam Kỳ hiện nay), Duy Xuyên (Duy Xuyên hiện nay)

### Khu vực do Thái Đức Nguyễn Nhạc quản lý
Vùng do vua Thái Đức quản lý gồm có 2 phủ và 1 dinh:
- Phủ Quảng Ngãi gồm các huyện Chương Nghĩa (Tư Nghĩa và một phần Nghĩa Hành hiện nay), Mộ Hoa (Mộ Đức và một phần Đức Phổ hiện nay)
- Phủ Quy Nhơn gồm có Thành Hoàng Đế và các huyện Bồng Sơn (thị trấn Bồng Sơn và một phần huyện Hoài Ân hiện nay), Phù Ly (Phù Mỹ và Phù Cát hiện nay), Tuy Viễn (An Nhơn và Tuy Phước hiện nay).
- Dinh Phú Yên gồm 1 huyện Đồng Xuân (Đồng Xuân và Sơn Hòa hiện nay)

### Khu vực do Nguyễn Ánh quản lý
Sau khi được Đỗ Thanh Nhân đưa lên làm chúa, Nguyễn Ánh đã chia địa bàn Nam Bộ do mình quản lý thành các dinh:
- Dinh Tổng Biên, gồm có 1 huyện Phước Long (một phần Bình Phước hiện nay) và 4 tổng: Tân Chánh (ngoại thành Thành phố Hồ Chí Minh hiện nay), Bình An (ngoại thành Thành phố Hồ Chí Minh hiện nay), Long Thành (nam Đồng Nai), Phước An (Bà Rịa – Vũng Tàu và một phần Đồng Nai hiện nay)
- Dinh Phiên Trấn, gồm có 1 huyện Tân Bình và 4 tổng: Bình Dương (Bình Dương hiện nay), Tân Long (một phần Tiền Giang hiện nay), Phước Lộc (ngoại thành Thành phố Hồ Chí Minh hiện nay), Bình Thuận (Bình Thuận hiện nay)
- Đổi Dinh Long Hồ làm Hoằng Trấn, gồm 1 châu Định Viễn (Vĩnh Long hiện nay) và 3 tổng: Bình An, Bình Dương, Tân An
- Thăng đạo Trường Đồn có vị trí quan trọng lên thành dinh Trường Đồn, đến năm 1781 đổi thành dinh Trấn Định, gồm 1 huyện Kiến An (một phần Tiền Giang và Bến Tre hiện nay) và 3 tổng: Kiến Đăng (phía nam Đồng Tháp và phía đông Tiền Giang hiện nay), Kiến Hưng (phía tây Tiền Giang và Bến Tre hiện nay), Kiến Hòa (phần ven biển của Tiền Giang và Bến Tre hiện nay)

Sau khi chiếm được Bình Khang và Diên Khánh là vùng lãnh thổ phía nam của Nguyễn Nhạc, Nguyễn Ánh đặt lại dinh như thời chúa Nguyễn Phúc Khoát:
- Dinh Bình Khang (Khánh Hòa ngày nay), gồm có phủ Bình Khang, phủ Diên Khánh